# Hannoverské princezny sňatkem
Toto je seznam hannoverských princezen sňatkem od nástupu Jiřího III. na trůn Hannoverského království v roce 1814.

## Seznam princezen sňatkem od roku 1814
| Princezna                                                    | Datum narození     | Datum úmrtí        | Manžel                                                      | Poznámky                                                                                          |
| ------------------------------------------------------------ | ------------------ | ------------------ | ----------------------------------------------------------- | ------------------------------------------------------------------------------------------------- |
| Karolina, královna hannoverská                               | 17. května 1768    | 7. srpna 1821      | Jiří IV., král hannoverský                                  | Titul držen od nastoupení jejího tchána na trůn do nastoupení jejího manžela na trůn v roce 1820. |
| Frederika, vévodkyně z Yorku a Albany                        | 7. května 1767     | 6. srpna 1820      | Bedřich, vévoda z Yorku a Albany                            | Titul držen od nastoupení jejího tchána na trůn až do její smrti.                                 |
| Adelheid, královna hannoverská                               | 13. srpna 1792     | 2. prosince 1849   | Vilém I., král hannoverský                                  | Titul držen od jejího sňatku v roce 1818 do nastoupení jejího manžela na trůn v roce 1830.        |
| Viktorie, vévodkyně z Kentu a Strathearnu                    | 17. srpna 1786     | 16. března 1861    | Eduard, vévoda z Kentu a Strathearnu                        | Titul držen od jejího sňatku v roce 1818 až do její smrti.                                        |
| Frederika, královna hannoverská                              | 3. března 1778     | 29. června 1841    | Arnošt August, král hannoverský                             | Titul držený od jejího sňatku v roce 1815 do nastoupení jejího manžela na trůn v roce 1837.       |
| Augusta, vévodkyně z Cambridge                               | 25. července 1797  | 6. dubna 1889      | Adolf, vévoda z Cambridge                                   | Titul držen od jejího sňatku v roce 1818 až do její smrti.                                        |
| Marie, královna hannoverská                                  | 14. dubna 1818     | 9. ledna 1907      | Jiří V. král hannoverský                                    | Titul držen od jejího sňatku v roce 1843 do nastoupení jejího manžela na trůn v roce 1851.        |
| Thyra, korunní princezna hannoverská                         | 29. září 1853      | 26. února 1933     | Arnošt August, korunní princ hannoverský                    | Titul držen od jejího sňatku v roce 1878 až do její smrti.                                        |
| Viktorie Luisa, vévodkyně brunšvická a princezna hannoverská | 13. září 1892      | 11. prosince 1980  | Arnošt August, vévoda brunšvický a princ hannoverský        | Titul držený od jejího sňatku v roce 1913 až do její smrti.                                       |
| Ortrud, princezna hannoverská                                | 19. prosince 1925  | 6. února 1980      | Arnošt August, dědičný princ brunšvický a princ hannoverský | Titul držen od jejího sňatku v roce 1951 až do její smrti.                                        |
| Monika, princezna hannoverská                                | 8. srpna 1929      |                    | Arnošt August, dědičný princ brunšvický a princ hannoverský | Titul držený od jejího sňatku v roce 1981.                                                        |
| Sofie Hannoverská                                            | 26. června 1914    | 3. listopadu 2001  | Princ Jiří Vilém                                            | Titul držený od jejího sňatku v roce 1946 až do její smrti.                                       |
| Mirelle, princezna hannoverská                               | 10. ledna 1946     |                    | Princ Kristián Oskar Hannoverský                            | Titul držen od jejího sňatku v roce 1963.                                                         |
| Princezna Alexandra Hannoverská                              | 23. října 1937     | 1. června 2015     | Princ Welf Jindřich Hannoverský                             | Titul držen od jejího sňatku v roce 1960.                                                         |
| Wibke, princezna hannoverská                                 | 26. listopadu 1948 |                    | Princ Welf Arnošt Hannoverský                               | Titul držen od jejího sňatku v roce 1969.                                                         |
| Princezna Viktorie Hannoverská                               | 6. března 1951     |                    | Princ Jiří Hannoverský                                      | Titul držen od jejího sňatku v roce 1973.                                                         |
| Chantal, princezna hannoverská                               | 2. června 1955     |                    | Princ Arnošt Augustus Hannoverský                           | Titul držen od jejího sňatku v roce 1981 do jejího rozvodu v roce 1997.                           |
| Caroline, princezna hannoverská                              | 23. ledna 1957     |                    | Princ Arnošt August Hannoverský                             | Titul držen od jejího sňatku v roce 1999.                                                         |
| Princezna Isabela Hannoverská                                | 12. února 1962     | 28. listopadu 1988 | Princ Ludvík Rudolf Hannoverský                             | Titul držen od jejího sňatku v roce 1987 až do její smrti.                                        |
| Princezna Thyra Hannoverská                                  | 14. srpna 1973     |                    | Princ Jindřich Julius Hannoverský                           | Titul držený od jejího sňatku v roce 1999.                                                        |
| Kateřina, dědičná princezna hannoverská                      | 1. července 1986   |                    | Arnošt August, dědičný princ hannoverský                    | Titul držen od jejího sňatku v roce 2017.                                                         |
| Princezna Alessandra Hannoverská                             | 21. března 1989    |                    | Princ Kristián Hannoverský                                  | Titul držen od jejího sňatku v roce 2018.                                                         |